# Grimoald I de Benevent
Grimuald, Grimoald o Grimwald (Cividale, vers 600 - 671) va ser duc de Benevent (Grimoald I de Benevent), i rei dels longobards i rei d'Itàlia del 662 al 671.

## Joventut
Fill menor del duc de Friül Gisulf II i Romilda, l'any 610 va ser fet presoner juntament amb els seus germans (Cacó, Tasó i Radoald) pels àvars que planejaven matar-lo després d'haver matat al seu pare. Els germans van planejar la fugida i, segons la llegenda relatada per Pau el Diaca, un dels germans, pensant que Grimoald era massa petit per fugir a cavall a la carrera, va pensar que era millor per a ell morir que portar el jou del captiveri i va decidir matar-lo. Però Grimoald va suplicar amb llàgrimes i va demanar que el deixessin participar en la fugida; el seu germà finalment va consentir i Grimuald va mostrar que encara que nen era capaç de sostenir les regnes i seguir la fugida germans. No obstant això, va ser més lent que ells, de manera que un àvar va allargar la mà i el va agafar, però no el va matar per ser massa jove per ser perillós, i va decidir mantenir-lo com un servent. No obstant això Grimoald Ingentes animos angusto in pectore versans (va mostrar una gran fortalesa de cor i esperit, Pau el Diaca, Historia Langobardorum, IV, 37) i va desembeinar una espasa curta i va donar un cop a l'avar assegut a la cadira al davant d'ell, i després va agafar el cavall, va reprendre el vol i arribar als germans.
Després de la matança a Oderzo, a mans romanes d'Orient, dels seus germans, Cacó i Tasó, co-governants del ducat de Friül, es va convertir en duc el seu oncle Grasulf II. No volent ser sotmès a un familiar, Grimoald i el seu tercer germà Rodoald van fugir a Benevent amb el duc Arechis I, qui els va rebre sent encara infants i els va considerar com a fills. A la mort d'Arechis el ducat de Benevent va passar primer al seu fill Aió (Aiulf) i després, quan va caure en batalla a mans de pirates eslaus desembarcats a Siponto, a Radoald.

## Usurpació
Va succeir el 651, com a duc de Benevent al seu germà Radoald; el 662 va intervenir en la lluita per la successió entre Godepert i Perctarit, els dos fills d'Aripert I entre els quals aquest sobirà havia dividit el regne. Grimoald en un intent d'imposar-se a tots dos i prendre el tron, es va aprofitar de la petició d'ajuda de Godepert, que li va oferir a la seva germana en matrimoni.
Sentint-se legitimat en la seva reclamació en virtut d'aquest matrimoni, va donar el ducat de Benevent al seu fill Romuald o Romoald i va marxar cap al nord amb les tropes, tant del seu ducat, com dels ducats aliats de Spoleto i de Túscia. Arribat a Pavia, la capital elegida per Godepert pel seu regnat, va matar el governant legítim i va usurpar el tron; Perctarit a Milà, conscient de la seva inferioritat evident, va abandonar el regne i es va refugiar entre els àvars.
Una assemblea nacional va legitimar la usurpació, però els seguidors de la dinastia bavaresa es van unir a Asti i Torí, on va mantenir contactes amb els francs contra Grimoald. El nou rei mentre va amenaçar als àvars amb la guerra si no li lliuraven a Perctarit, al que com a cunyat va convidar a Pavia; Perctarit es va veure llavors obligat a tornar a Itàlia i presentar-se al rei. Perctarit va rebre una pensió i una residència, però, era una amenaça constant com un pretendent al tron, i Grimoald planificava la seva eliminació, però, advertit a temps, l'antic rei va aconseguir escapar i passar a Nèustria amb els francs.
És possible que el conflicte dinàstic fos un reflex de la interferència política externa: Grimoald va ser un aliat del seu homònim, el majordom de palau de l'Austràsia, Grimoald I (avantpassat dels carolingis), mentre que Perctarit rebia el suport de la reina de Nèustria, Balthida. Aquest conflicte s'entreveu per l'enviament de les tropes franques de Nèustria a Itàlia: el xoc amb Grimuald va ocórrer el 663 a Refrancore, prop d'Asti, on l'usurpador va obtenir una victòria aclaparadora; Perctarit va haver de romandre a l'exili a Nèustria.

## Regnat
Alhora, el 663, Grimuald també va obtenir una important victòria contra els romans d'Orient. L'emperador Constant II va intentar recuperar tot Itàlia i va marxar amb forts contingents militars al sud, va irrompre en territoris de la Pulla subjectes al ducat de Benevent, va obtenir cert èxit contra Romoald i va posar setge a la mateixa Benevent. La intervenció de les forces de Grimoald això no obstant, va obligar a l'emperador a retirar-se a Nàpols, després de patir grans pèrdues. La victòria va enfortir la posició del rei, fins aleshores precària. Després el seu fill Romoald va passar a l'ofensiva i van ocupar la totalitat de la Pulla, amb l'excepció d'Otrant.
Grimuald va exercir drets de sobirania amb una plenitud fins ara mai aconseguit pels seus predecessors. Va enfortir encara més el control de la zona centre-sud amb la contractació d'un contingent de búlgars que havien desertat de les files dels romans d'Orient i els va establir en territori escassament poblat entre Sepino, Bovino i Isernia en un gastaldat creat ad hoc. També poc després del 663 va promoure com a duc de Spoleto al seu gendre Trasmond (Transamund o Trasimund), que era comte de Càpua.
Fins i tot en l'estructura de poder, la Longobardia Maior (els territoris longobards del nord) va ser reorganitzada. A Friül, amenaçada per àvars i eslaus, va reemplaçar al duc Llop (663-666) que durant la campanya contra els romans d'Orient fou regent pel nord d'Itàlia i va donar poques proves de fidelitat, per Vectari o Wechtar de Friül (666-678), més fiable. La seva tasca d'enfortiment del poder reial, que va començar des del moment de la seva ascensió al tron a través de l'assignació als seus fidels de Benevent de grans propietats a la Vall del Po, a favor dels esforços continus per integrar els diferents components del regne. Va donar als seus súbdits una imatge en continuïtat amb la del seu predecessor Rotari, alhora savi legislador (va afegir noves lleis a l'Edicte), patró (va erigir a Pavia, una església dedicada a Sant Ambròs) i guerrer valent.
Va morir a causa de complicacions derivades d'un vessament de sang el 671. Es rumoreja que els metges que li van guarir la ferida li van aplicar una gasa amarada en verí. El va succeir efímerament el seu fill Garibald.

## Grimoald segons Pau el Diaca
Malgrat la imatge de crueltat que suggereix l'eliminació de Godepert, Grimuald va ser tractat molt favorablement per Pau el Diaca, que en la seva Historia Langobardorum narra els fets en el llibre quart i cinquè. El relat atribueix la responsabilitat per l'assassinat de Godepert no a l'usurpador, sinó al duc de Torí Garibald, el que hauria ordit un pla per enfrontar el governant legítim amb el llavors duc de Benevent. El favor mostrat per Pau el Diaca, un orgullós patriota longobard, prové en part del fet que sota el regnat de Grimuald el regne va arribar un dels cims de la seva fortuna, i en part de l'ascendència de Grimuald de Friül: « Fuit autem corpore praevalidus, audacia primus, calvo capite, barba prominenti, non minus consilio quam viribus decoratus » ("Era fort de cos, en primer lloc per l'audàcia, calb, amb barba, adornat amb saviesa no menys que amb força", Historia Langobardorum, V, 33.